# Luigi Federico Menabrea
Luigi Federico Menabrea (n. 4 septembrie 1809, Chambéry, Auvergne-Rhône-Alpes, Franța – d. 25 mai 1896, Saint-Cassin, Savoie, Franța), numit mai târziu primul conte Menabrea și primul marchiz de Valdora, a fost un politician, general, diplomat și matematician italian, care a fost al șaptelea prim-ministru al Italiei (între 1867 și 1869).

## Biografie
Menabrea s-a născut la Chambéry, pe atunci parte a Primului Imperiu Francez. A studiat la Universitatea din Torino, unde s-a calificat ca inginer și a devenit doctor în matematică. Ca ofițer de ingineri, el l-a înlocuit pe Cavour în 1831 la fortăreața Bard. A devenit apoi profesor de mecanică și construcții la academia militară și la universitatea din Torino. Printre publicațiile sale notabile s-a aflat Notions sur la machine analytique de M. Charles Babbage (1842), care a descris multe aspecte ale arhitecturii și programării computerelor.
Regele Carol Albert l-a trimis în 1848 în misiuni diplomatice pentru a asigura aderarea Modenei și Parmei la Sardinia. A intrat în parlamentul piemontez și a fost atașat succesiv la Ministerele de Război și Afaceri Externe.
Menabrea aparținea orientării politice de centru-dreapta, iar până la evenimentele din 1859 a crezut în posibilitatea unui compromis între Vatican și stat. A fost general-maior și comandant-șef al inginerilor în campania lombardă din 1859. El a supravegheat lucrările de asediu împotriva Peschiera, a fost prezent la Palestro și Solferino și a reparat fortificațiile unora dintre cetățile din nord. În 1860 a devenit locotenent-general și a condus asediul Gaetei. A fost numit senator și a primit titlul de conte.
Intrat în cabinetul Ricasoli din 1861 ca ministru al marinei, a deținut apoi portofoliul lucrărilor publice până în 1864 în cabinetele care au urmat, ale lui Farini și Minghetti. După războiul din 1866, a fost ales ca diplomat plenipotențiar italian pentru negocierea Tratatului de la Praga și pentru transferul Veneției la Italia. În octombrie 1867, i-a succedat lui Rattazzi în funcția de premier și a fost chemat să facă față situației dificile create de invazia lui Garibaldi a Statelor Papale și de catastrofa de la Mentana.
Menabrea l-a dezavuat pe Garibaldi și a inițiat o acțiune judiciară împotriva lui; dar în negocierile cu guvernul francez a protestat împotriva dreptului papei de a păstra puterea temporar și a insistat asupra dreptului italian de amestec în Roma. El aflase secretul despre negocierile directe dintre Victor Emmanuel și Napoleon al III-lea din iunie 1869 și a refuzat să accepte ideea unei alianțe franceze, dacă Italiei nu i se permitea să ocupe Statele Papale și, chiar, Roma însăși. În ajunul adunării Consiliului Ecumenic de la Roma, Menabrea a rezervat guvernului italian dreptul cu privire la orice măsuri îndreptate împotriva instituțiilor italiene.
El a retras studenților seminariști în 1860 scutirea de serviciul militar de care se bucuraseră până atunci. Pe tot parcursul mandatului său a fost susținut de ministrul de finanțe, contele Cambray Digny, care a forțat prin parlament impozitul pe cereale propus de Quintino Sella, deși într-o formă modificată față de propunerea anterioară. După o serie de schimbări în cabinet, și multe crize, Menabrea a demisionat în decembrie 1869, după alegerea unei noi camere în care nu deținea majoritatea. A fost numit marchiz de Valdora în 1875. Succesorul său în conducerea guvernului, Giovanni Lanza, pentru a-l înlătura din poziția sa influentă de secretar personal al regelui, l-a trimis la Londra ca ambasador, unde a rămas până în 1882, când l-a înlocuit pe generalul Cialdini la Ambasada din Paris. Zece ani mai târziu, s-a retras din viața publică și a murit la Saint Capin pe 24 mai 1896.

## Publicații
- „Notions sur la machine analytique de M. Charles Babbage”, Bibliothèque universelle de Genève, nouvelle série 41 (1842) p. 352–76 (23 pagini). Disponibil prin Bibnum (fr) .
  - Traducerea sa de Ada Lovelace: „Sketch of the Analytical Engine Invented by Charles Babbage . . . with Notes by the Translator”, Scientific Memoirs, Selected from the Transactions of Foreign Academies of Science and Learned Societies 3 (1843): 666-731. Disponibil online la Fourmilab și la Universitatea York .
- „Scrisoare către editorul publicației Cosmos”. Cosmos. Vol. 6 . 1855. p. 421–422.[12] Publicat online de revista Wired.[13]